# Écotay-l'Olme
Écotay-l'Olme is een gemeente in het Franse departement Loire (regio Auvergne-Rhône-Alpes). De plaats maakt deel uit van het arrondissement Montbrison. Écotay-l'Olme telde op 1 januari 2022 1.299 inwoners.

## Geografie
De oppervlakte van Écotay-l'Olme bedroeg op 1 januari 2022 6,52 vierkante kilometer; de bevolkingsdichtheid was toen 199,2 inwoners per km².

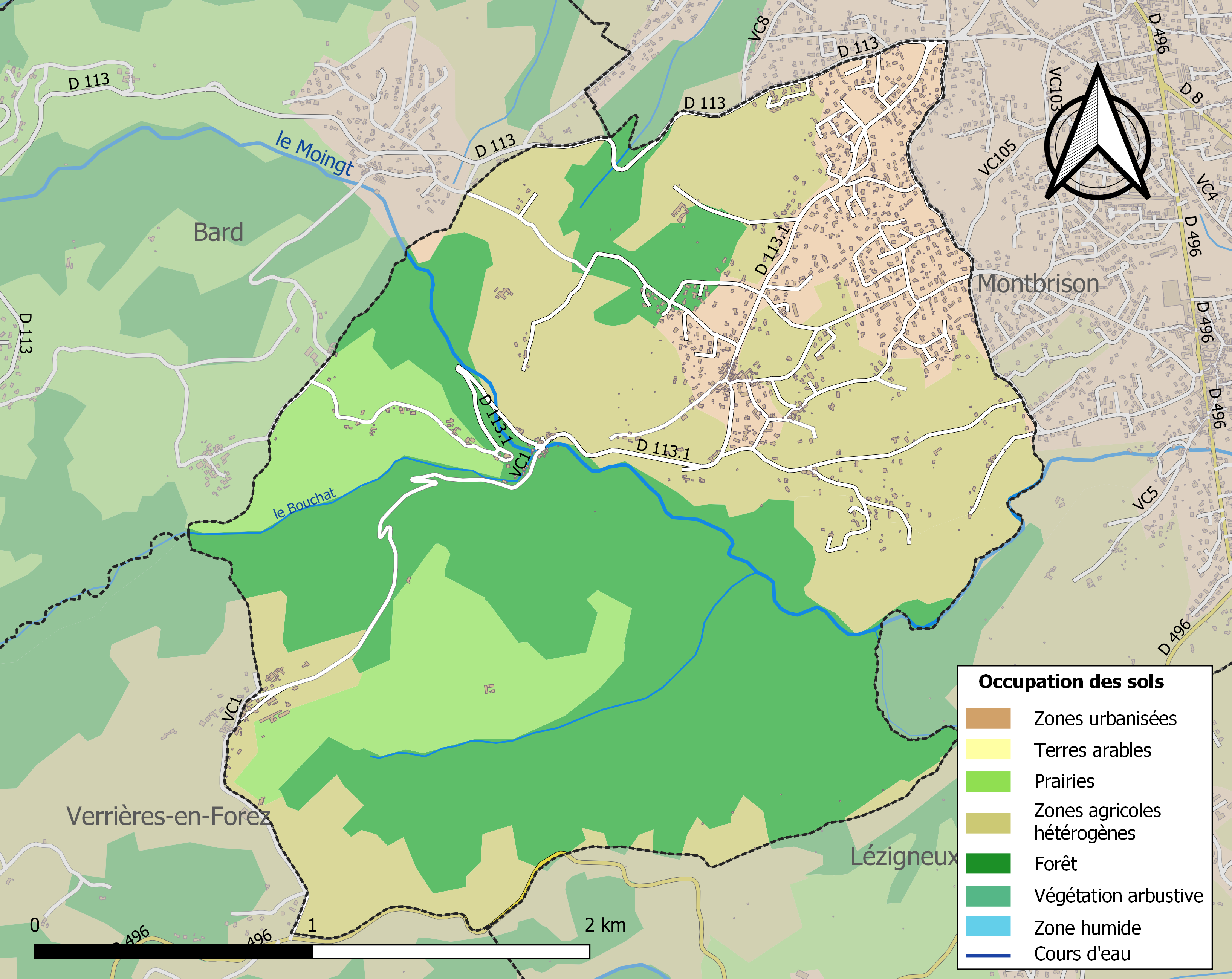
Kaart van de gemeente met de belangrijkste infrastructuur, bodemgebruik en omliggende gemeenten

## Demografie
Onderstaande figuur toont het verloop van het inwonertal (bron: INSEE-tellingen).